# Сантьяго Остоласа
Сантьяго Остоласа (ісп. Santiago Ostolaza, нар. 10 липня 1962, Долорес) — уругвайський футболіст, що грав на позиції півзахисника. По завершенні ігрової кар'єри — тренер.
Виступав, зокрема, за «Насьйональ», з яким став володарем Кубка Лібертадорес та Міжконтинентального кубка, а також національну збірну Уругваю, у складі якої був учасником чемпіонату світу та двох Кубків Америки..

## Клубна кар'єра
У дорослому футболі дебютував 1980 року виступами за команду «Белья Віста», в якій провів шість сезонів. Своєю грою за цю команду привернув увагу представників тренерського штабу клубу «Насьйональ», до складу якого приєднався 1986 року. Відіграв за команду з Монтевідео наступні п'ять сезонів своєї ігрової кар'єри. Остоласа зіграв в обох матчах фіналу Кубка Лібертадорес 1988 року проти аргентинської команди «Ньюеллс Олд Бойз» (0:1, 3:0) і у другому з них забив гол, допомігши команді виграти трофей. Через півтора місяці «Насьйональ» зіграв у Міжконтинентальному кубку 1988 року проти нідерландського ПСВ. Остоласа в цьому матчі відзначився дублем, а також реалізував свій удар у серії післяматчевих пенальті, допомігши клубу виграти серію та отримати звання найсильнішої команди світу. Наступного року Остоласа допоміг команді виграти Міжамериканський кубок та титул переможця Рекопи Південної Америки.
1990 року уклав контракт мексиканським з клубом «Крус Асуль», у складі якого провів наступні два роки своєї кар'єри гравця. Більшість часу, проведеного у складі «Крус Асуль», був основним гравцем команди, після чого сезон грав ще за один місцевий клуб «Керетаро».
Після виступу в сезоні 1992/93 в аргентинському клубі «Хімнасія і Есгріма», у 1994 році уругваєць відправився до Японії, де грав за клуб «Кіото Санга». У 1995 році він повернувся до Південної Америки і виступав за уругвайський «Дефенсор Спортінг», а потім за парагвайський клуб «Олімпія» (Асунсьйон).
У 1996 році він ненадовго перейшов у «Насьйональ», а потім у 1997 році переїхав до Гватемали, щоб грати за команду «Аврора» (Гватемала). У 1998 році повернувся до Уругваю і грав за клуб «Рентістас» з Монтевідео. У 1999 році він знову приєднався до «Дефенсор Спортінг», а завершив ігрову кар'єру у команді «Монтевідео Вондерерс», за яку виступав протягом 2000 року.

## Виступи за збірну
Пердомо залучався до складу молодіжної збірної Уругваю, з якою як капітан брав участь у молодіжному чемпіонаті Південної Америки 1981 року в Еквадорі, здобувши золоті нагороди. У складі молодіжної збірної Уругваю він також представляв свою країну на Панамериканських іграх у 1983 році у Венесуелі, де також був капітаном і зіграв у всіх чотирьох іграх допоміг команді здобути золоті нагороди.
16 жовтня 1985 року дебютував в офіційних матчах у складі національної збірної Уругваю. У складі збірної був учасником розіграшу Кубка Америки 1989 року у Бразилії. На турнірі він провів усі сім матчів команди на турнірі: першого етапу з Еквадором, Болівією, Чилі та Аргентиною та фінального етапу з Парагваєм, Аргентиною та Бразилією і грі з болівійцями Остолас зробив дубль і допоміг команді здобути срібні нагороди.
Наступного року Остоласа поїхав з командою на чемпіонат світу 1990 року в Італії, де виходив у стартовому складі у трьох із чотирьох матчах своєї команди на турнірі — групового етапу з Бельгією та Південною Кореєю та 1/8 фіналу з Італією.
Останнім великим турніром для Сантьяго став Кубок Америки 1993 року в Еквадорі, на якому півзахисник провів усі чотири матчі на турнірі: у групі зі США, де забив гол, Венесуелою та Еквадором, а також 1/8 фіналу з Колумбією.
13 жовтня 1993 року Остоласа зіграв свій останній матч за збірну в товариській грі проти Німеччини (0:5). Загалом протягом кар'єри в національній команді, яка тривала 9 років, провів у її формі 43 матчі, забивши 6 голів.

## Тренерська кар'єра
Після закінчення футбольної кар'єри став тренером. Працював в уругвайських та мексиканських клубах. Також у лютому 2014 року він очолив юнацьку збірну Уругваю (U-17), змінивши Фабіана Който, який перейшов до U-20. Під керівництвом Остоласи уругвайці взяли участь у юнацькому чемпіонаті Південної Америки у 2015 році в Парагваї, але посіли там лише 5 місце і не кваліфікувались на чемпіонат світу, через що Сантьяго залишив посаду в квітні 2015 року

## Титули і досягнення

### Командні
- Чемпіон Парагваю (1):

«Олімпія» (Асунсьйон): 1995
- Володар Кубка Лібертадорес (1):

«Насьйональ»: 1988
- Володар Міжконтинентального кубка (1):

«Насьйональ»: 1988
- Переможець Міжамериканського кубка (1):

«Насьйональ»: 1988
- Переможець Рекопи Південної Америки (1):

«Насьйональ»: 1989

### Збірні
- Чемпіон Південної Америки (U-20): 1981
- Переможець Панамериканських ігор: 1983
- Срібний призер Кубка Америки: 1989

### Особисті
- Найкращий гравець Міжконтинентального кубка: 1988[10]